# Wronki
Wronki é um município da Polônia, na voivodia da Grande Polônia e no condado de Szamotuły. Estende-se por uma área de 5,81 km², com 11 305 habitantes, segundo os censos de 2016, com uma densidade de 1945,8 hab/km².